# Tinglados del Moll
Els Tinglados del Moll són unes edificacions de Tarragona protegides com a Bé Cultural d'Interès Local.

## Descripció
El moviment de les mercaderies implicava la necessitat de disposar d'uns locals amplis per al magatzematge dels productes. Es tractava d'edificis de tipologia industrial. L'estructura acostumava destacar per l'ús del ferro fos. La generalització de sistema de descàrrega mecànica (grues) implicà l'enderroc dels obsolets tinglados, ja que la seva ubicació privava la col·locació de les modernes grues. En la majoria dels ports de l'Estat es desmuntaren, per això no queda vestigis dels antics tinglados. A Tarragona es traslladaren el 1913.
El conjunt està format per quatre tinglados aïllats. Les solucions constructives dels alçats són molt similars. En els dos intermedis s'ha perdut part de les marquesines i a més les seves proporcions són quelcom menors que els ubicats a cada extrem. En totes elles destaca l'ús d'un sòcol de llisós. Igual que la zona de les cantonades.
L'edifici és de caràcter eclèctic. S'ha combinat diversos llenguatges estilístics. Els alçats de les cares menors s'han ordenat de la següent manera: en el cos baix el conjunt està format per cinc arqueries decorades cada una amb les corresponents columnes de pedra pseudoperípteres amb capitells dòrics, als carcanyols s'ha disposat una petita decoració romboïdal que recorda als tirants metàl·lics. A la part superior està rematat per vuit finestres, que van disminuït en clara proporció a les dues aigües de la coberta. Les mènsules són extremadament sintètiques. En l'actualitat s'ha alterat quelcom l'aspecte en alguns casos s'ha disposat tanques de vidre i en altre s'ha tapiat. A més també segons el tinglado s'ha optat per un color o altre.
Les cares allargades eren les que servien per a carregar i descarregar les mercaderies. Destaca com a element propi les amples portes metàl·liques fins a un total de set. L'espai el defineix les columnes un total de 32. S'optà per col·locar petites cartel·les decoratives amb caps de lleó a mitja alçada dels fustos amb un clar sentit d'ennoblir un element de caràcter seriat. En l'actualitat algunes conserven les portes originàries i altres, com l'Estació Marítima, les ha substituït per noves en les quals s'ha combinat el ferro amb el vidre. Els quatre tinglados són construccions singulars en harmonia amb la zona del Port. A més el seu ús comercial i cultural són un punt de referència per a la ciutadania.